# Anastatus pasteuri
Anastatus pasteuri är en stekelart som beskrevs av Girault 1915. Anastatus pasteuri ingår i släktet Anastatus och familjen hoppglanssteklar. Inga underarter finns listade i Catalogue of Life.